# Vulcano (film 2009)
Vulcano è un film tedesco per la televisione di genere apocalittico.
È stato trasmesso per la prima volta su RTL in  due parti tra il 18 ed il 19 ottobre 2009. In Italia, il film è stato trasmesso il 20 febbraio 2014 su Rai 2.

## Trama
La trama è ambientata nel fittizio paese di Lorchheim, situato nella regione dell'Eifel.
Il lago locale, il Lorchheimer See, è gorgogliante e genera bolle di gas che salgono in superficie. Ma gli abitanti del paese sono troppo occupati con i loro problemi privati per notare i primi segni di un disastro imminente.
Il giovane pompiere Michael propone alla sua ragazza Andrea di trasferirsi a Francoforte sul Meno, dove lei avrà l'occasione di studiare.
Gerhard, immerso nei debiti, cerca di mantenere la vita lussuosa della moglie Renate e della figlia Paula, facendolo attraverso transazioni finanziarie illegali, all'insaputa del resto della famiglia.
Walter, uomo delle forze dell'ordine, vive un profondo senso di disagio nella sua vita, costretto a lottare anche contro le sevizie dei giovani del paese.
Kirsten, in vacanza a Lorchheim con i suoi due figli neonati gemelli, incontra il suo vecchio amore Gernot, con cui tradisce il marito Phil, rimasto a Francoforte.
Quando un terremoto scuote il paese, la giovane geologa Daniela Eisenach dell'Università di Potsdam raggiunge Lorchheim per indagare sulle attività sismiche. Daniela è convinta che i movimenti sotto il Lorchheimer See siano responsabili del terremoto, ma le sue dichiarazioni cadono inizialmente inascoltate. Né il centro di soccorso di Mingen né il Landrat prendono sul serio gli avvertimenti della giovane scienziata e il professore Dominic Merkt non prende in considerazione di preparare un piano di emergenza. Solo Michael dimostra di essere interessato alla questione, stuzzicato anche da un interesse per Daniela.
Pur di allontanare l'amata Andrea dal pericolo imminente, finge una relazione con la geologa. Andrea lascia quindi Lorchheim per raggiungere Francoforte.
I segnali di una prossima eruzione vulcanica si manifestano con un'intensità sempre maggiore. Gernot muore nuotando nel lago.
Le autorità, finalmente convinte del pericolo, decidono di evacuare Lorchheim con l'aiuto dell'esercito. Mentre i primi autobus con i rifugiati sono ancora sulla strada, il lago esplode. Ulteriori eruzioni seguono, generando una catastrofe nella regione. L'autobus sul quale viaggiava Paula viene travolto dall'esplosione, mentre la madre Renate riesce a raggiungere in tempo una zona sicura dove vengono accolti i rifugiati. Sopravvissuta alla catastrofe, Paula, raggiunge il paese, dove incontra gli altri superstiti. Scopre inoltre il suicidio di Kirsten e ne raccoglie quindi i figli.
Mentre i media riportano gli eventi dell'Eifel con immagini drammatiche, il team di gestione della crisi si ritira in un edificio sicuro per coordinare le misure di emergenza. Daniela fornisce analisi scientifiche sugli effetti di un'ulteriore nube piroclastica. Nel valutare la situazione a Lorchheim, vi sono profondi disaccordi; i soccorritori intendono infatti abbandonare il villaggio, il quale è situato al centro dell'area del disastro, in quanto non vedono alcuna possibilità di prestare aiuto.
Andrea e Phil, presa notizia degli eventi, decidono di raggiungere la zona, per raggiungere e salvare i rispettivi amori, anche a costo di rischiare la propria vita.
Nel frattempo Michael raggiunge insieme a Gerhard, Paula, Walter e ai bambini dei Frierdichs una volta sotterranea del castello di Lorchheim. Il nascondiglio si rivela tuttavia problematico, poiché non hanno acqua per tutti. La lava penetra nella volta e i superstiti rischiano di essere travolti. Uscito per procurarsi del cibo, Michael riesce a contattare Daniela dalla radio di un autobus e le chiede di inviare un elicottero. Daniela, che sente un legame emotivo con Michael, riesce a fare arrivare un elicottero che soccorre il gruppo.
Nel tragitto, il gruppo scorge però Andrea e Phil, intrappolati tra i fiumi di lava. L'elicottero non riesce però a trasportare tutti quanti. Michael decide quindi di sacrificarsi, lasciando lo spazio ad Andrea e a Phil, che si ricongiunge con i figli, mentre Renate riincontra la sua famiglia una volta al sicuro.

## Produzione
Il film è stato in parte girato nell'Eifel intorno al Laacher See. La città di Bad Münstereifel ha fatto da sfondo al film.
Le scene nella sala conferenze sono state girate in un rifugio antiaereo a Stoccarda, mentre l'ingresso al bunker era l'ex bunker governativo di Bad Neuenahr-Ahrweiler. Tutte le scene ambientate nel lago sono state girate nel Pulvermaar a Gillenfeld.
Per le scene della sistemazione del campo di emergenza nella città immaginaria di Lammingen, hanno partecipato duecento comparse e settanta volontari della Croce Rossa
I costi di produzione sono stati pari a nove milioni di euro, dei quali un milione sono stati riservati per la produzione degli effetti speciali.
Ad una conferenza stampa tenutasi il 16 ottobre 2008 a Mendig, oltre alla troupe cinematografica, hanno preso parte vari geologi e vulcanologi.